# Trichonephila plumipes
Trichonephila plumipes is een spinnensoort uit de familie van de wielwebspinnen (Araneidae).
De wetenschappelijke naam van de soort werd in 1804 als Aranea plumipes gepubliceerd door Pierre André Latreille.